# Алиев, Али Магомедович
Али́ Магоме́дович Али́ев (2 июня 1983, Ругуджа, Гунибский район, Дагестанская АССР, СССР) — российский боксёр, представитель легчайшей весовой категории. Выступал за сборную России по боксу в середине 2000-х годов, чемпион Европы, двукратный чемпион России, победитель и призёр многих турниров республиканского и всероссийского значения. На соревнованиях представлял Вооружённые Силы, мастер спорта России международного класса.

## Биография
Али Алиев родился 2 июня 1983 года в селении Ругуджа Гунибского района Дагестанской АССР. Учился в средней общеобразовательной школе № 4 в Махачкале, затем поступил в Дагестанский государственный педагогический университет, где в 2005 и 2008 годах окончил спортивный и правовой факультеты соответственно.
Активно заниматься боксом начал в возрасте тринадцати лет в 1996 году, проходил подготовку в Специализированных детско-юношеских спортивных школах олимпийского резерва в Махачкале и Каспийске, тренировался под руководством Р. А. Рабаданова и Е. А. Котова.
Впервые заявил о себе в 2004 году, когда в легчайшей весовой категории выиграл бронзовую медаль на чемпионате России в Самаре, уступив на стадии полуфиналов Эдуарду Абзалимову. Год спустя одержал победу в зачёте национального первенства в Магнитогорске, взяв в финале реванш у Абзалимова. Вошёл в основной состав российской национальной сборной и благодаря череде удачных выступлений удостоился права защищать честь страны на чемпионате мира в Мяньяне — здесь, тем не менее, попасть в число призёров не смог, проиграл в 1/8 финала. Ещё через год на чемпионате России в Ханты-Мансийске защитил своё чемпионское звание, вновь стал лучшим боксёром страны в своём весе.
Наибольшего успеха на международной арене добился в сезоне 2006 года — на чемпионате Европы в болгарском Пловдиве одолел в легчайшем весе всех своих соперников, в том числе представителя Болгарии Детелина Далаклиева в финале, и завоевал тем самым награду золотого достоинства.
Вскоре по окончании этих соревнований принял решение завершить спортивную карьеру, уступив место в сборной Сергею Водопьянову. За выдающиеся спортивные достижения удостоен почётного звания «Мастер спорта России международного класса».